# 快乐的节日
《快乐的节日》，著名儿童歌曲，管桦词，李群曲，歌曲中的“节日”指的是“六一儿童节”。歌词“跳啊跳啊跳啊”之后的“亲爱的父亲毛泽东”先是改成“敬爱的领袖毛主席”，后又改为“亲爱的叔叔阿姨”，又因其比较拗口难唱改为“亲爱的叔叔阿姨们”，造成多种歌词版本同时传唱的局面。2015年至2016年中国中央电视台六一晚会亦会采用《快乐的节日》为结束曲。

## 歌曲影响
- “快乐的节日”成为六一儿童节的固定代称，很多以儿童或儿童节的作品以此为名，如韦献青的年画作品《快乐的节日》。